# 에니어그램
에니어그램(Enneagram)은 사람을 9가지 성격으로 분류하는 성격 유형 지표이자 인간이해의 틀이다. 희랍어에서 9를 뜻하는 ennear와 점, 선, 도형을 뜻하는 grammos의 합성어로, 원래 '9개의 점이 있는 도형'이라는 의미이다. 대한민국에서는 2001년에 윤운성 교수에 의해 표준화를 거친 한국형 에니어그램 성격유형검사(KEPTI)가 정식으로 출판되었다.

## 유래와 역사

### 유래
에니어그램의 정확한 기원은 알 수 없으나, '에니어그램 시스템'이라고 불리는 고대의 지혜가 그 유래가 된다고 추정되고 있다. 에니어그램 시스템은 구전되어 온 고대 지혜와 보편적인 진리를 집대성해 놓은 것으로, 기독교, 불교, 이슬람교, 유태교 등 종교의 가르침과 더불어 여러 가지 철학이 포함되어 있다.
유태교에서는 구약성경의 아브라함을 에니어그램의 창조자로 보고 있으나 정확한 근거는 없으며, 현대에는 기원전 2500년경에 바빌론 또는 중동 지방(지금의 아프가니스탄 일대)에서 유래한 것이라고 추정하고 있다.

### 현대 에니어그램의 역사
에니어그램 시스템은 피타고라스와 신플라톤학파(기원전 100년경)를 거쳐 그리스와 러시아의 동방정교회(서기 500년경), 이슬람교의 수피즘(14~15세기)으로 구전이 이어졌다. 입으로만 전해 내려오던 에니어그램 시스템을 서구에 처음으로 소개한 것은 러시아의 신비주의자 구르지예프(Gurdjieff)이다. 그는 수피즘의 단체인 나크쉬밴디스(Naqshbandis)를 통해 에니어그램 시스템을 소개받아 자신이 연구한 것을 1915년에서 1916년 사이에 파리에서 공개하였다. 이후 볼리비아의 이차소(Ichazo)가 1960년대에 칠레 아리카연구소에서 에니어그램 시스템을 기반으로 9가지의 유형을 개발했고 1970년대에 클라우디오 나랑호(Claudio Naranjo)에 의해 미국 기독교계에서 급속도로 확산되었다.
그 후 에니어그램의 신비주의적, 종교중심적인 접근법에서 벗어나기 위해 구르지예프와 이카조는 에니어그램을 재정리하여 성격심리학적인 접근을 시도하였다.
대한민국에 에니어그램이 소개된 것은 1984년에 박인재가 번역한 구르지예프의 저서 '위대한 만남(Meeting with remarkable men)'이 최초이다. 그 후 일부 천주교 사제들을 중심으로 지엽적인 교육이 이루어지다가 우재현이 1997년 한국에니어그램협회를, 윤운성이 1998년에 한국에니어그램학회를 창설하고 에니어그램을 대중에게 알렸다. 우리나라 최초의 에니어그램 검사지는 우재현이 개발 출판하였으며, 이후 윤운성은 2001년에 표준화된 한국형 에니어그램 성격유형검사를 출판했다.

## 한국형에니어그램

### 한국형에니어그램이란

##### 한국형에니어그램 5단계 프로그램(five stages of Korean Enneagram program)
윤운성(2001b)에 의해 개발된 ‘한국형에니어그램 5단계 프로그램’을 말한다. 즉 1단계: 에니어그램 이해(나를 찾아가는 여행), 2단계: 에니어그램 탐구(나의 길을 따라가는 여행), 3단계: 에니어그램 적용(너와 내가 함께 가는 여행), 4단계: 에니어그램 평가(통합으로 가는 여행), 4.5단계: 심층 에니어그램 발달수준(여기 그리고 지금), 5단계: 에니어그램 슈퍼비전(가르치고 배우는 여행)을 말한다. 지금까지 학계, 종교계, 기업계, 사회단체 등 각계각층의 100,000여명 이상의 지도자들이 수강하였고 또한 그들에 의해 국내에 전파되고 있다. 강의, 시청각 교수매체, 토의 및 발표, 명상, 춤치료, 인터뷰, 반복질문, 역할극, 패널지도, 강사훈련, 무의식관찰, 고백 등 다양한 방법을 통해 내면의 모습을 드러내고, 서로를 치유하는 기회를 갖는다. 특별히 참가자들의 소중한 경험을 토대로 에니어그램의 지혜와 본질에 접근하도록 안내하고 있다. 따라서 본 교육과정은 자기 자신의 통합적 자각을 통하여 곧 우주적 존재로서의 깨달음을 얻게 하는데 궁극적 사명을 다하고 있다(저작권등록).

##### 한국형에니어그램 9가지 명칭(9 titles of Korean Enneagram)
문화적 타당도와 건강수준을 고려하여 건강한 수준에서 표기하고 있다(윤운성, 2001b). 1번 유형(개혁가), 2번 유형(조력가), 3번 유형(성취자), 4번 유형(예술가), 5번 유형(사색가), 6번 유형(충성가), 7번 유형(낙천가), 8번 유형(지도자), 9번 유형(중재자)이다. 이렇게 명칭을 일관성 있게 부여하는 것은 각각의 유형에 따른 타당도는 물론 각각의 유형 내에 존재하는 발달수준을 같은 수준의 의미로 표기함으로써 명확한 이해를 돕고자하여 2001년부터 사용되고 있다. 예를 들어 1번 유형은 국내에서 개혁가, 완벽주의자 등으로 별칭 되지만, 발달수준에서는 다른 의미를 가지고 있다. 한국적 상황 속에서 발달수준을 고려하면, 개혁가라고 하면 통상적으로 발달수준 2-3수준에서 사용되는 건강한 용어로 사용되는데 비해, 완벽주의자라는 의미는 발달수준이 낮은 6수준의 용어로 이해되기 때문이다. 따라서 한국형에니어그램의 각각의 별칭은 대략적으로 건강한 2-3수준에서의 용어로 표기하고 있다. 이러한 한국형에니어그램의 별칭도 저작권에 등록되어있다(저작권등록: 제 C-2005-000486).

### 한국형에니어그램교육체계
한국형에니어그램은 윤운성교수에 의해 설립된 한국에니어그램교육연구소를 통해 가장 체계적이고 과학적이면서 심리학 및 관련된 학문들과 영성을 통합한 프로그램으로 한국형 에니어그램 지도자 양성을 교육목표를 두고, 건강하고 행복한 인간육성에 초점을 두고 있다.
이를 위해 체계적으로 개발된 한국형 에니어그램 5단계 프로그램과 문화적 타당도 및 신뢰도가 양호한 ‘한국형에니어그램 성격유형검사(KEPTI)'를 통하여 동서고금의 에니어그램의 지혜를 통합함은 물론 다양한 교수방법을 동원하여 나를 관찰하고 이해하고 변형할 수 있는 기회를 제공한다. 지금까지 학계, 종교계, 기업계, 사회단계 등 각계계층의 50,000여명 이상의 지도자들이 수강했으며, 또한 그들에 의해 국내에 전파되고 있다.
강의, 시청각 교수매체, 토의, 발표, 집단작업, 명상, 춤치료, 인터뷰, 반복질문, 역할극, 패널지도, 강사훈련, 무의식 관찰, 고백 등 다양한 방법을 통해 자신의 내면의 모습을 드러내고 서로를 치유하는 기회를 갖는다. 또한 국제적인 Riso & Hudson 및 Palmer & Daniels의 에니어그램연구소 등의 체계를 흡수하여 독창적인 한국형에니어그램의 학문적 체계를 과학적으로 구조화하여 교육과정의 통합성 및 계열성을 중시하고 있다. 특별히 참가자들의 경험을 소중히 여기는 교수법이 에니어그램의 지혜와 본질에 도달하는 효과성을 깨닫고 있다. 무엇보다도 중요한 것은 자기 자신을 통합적 통찰로 이해하고 우주적 존재로 연결되는 깨닫음을 중요시하고 있다.
한국에니어그램교육연구소에서 발급되는 한국형에니어그램청소년강사, 한국형에니어그램강사 자격증은
한국직업능력개발원 민간자격으로 등록되어 있다.
1. 자격의 종류: 한국형에니어그램청소년강사(리더십,진로,자기주도학습,가족상담), 한국형에니어그램강사(해석상담사,일반강사,전문강사)
2. 등록 번호: 한국형에니어그램청소년강사(2014-2859), 한국형에니어그램강사(2014-2860)
3. 관리ㆍ운영 주최: 한국에니어그램교육연구소

### 한국형에니어그램 검사도구

##### 한국형에니어그램 성격유형검사(KEPTI)
고대 동양의 지혜에서 비롯된 인간이해와 성숙의 도구로서 직장, 가족, 친구사이의 역동을 이해하고 나의 내면을 탐구하는데 유용한 도구이다. 우리나라에서는 문화적 차이를 고려하여 엄격한 표준화 과정을 거쳐 2001년부터 사용되고 있으며, 검사해석의 전문성 및 검사 사용의 윤리성을 유지하기 위하여 사용자를 위한 전문교육이 제공되고 있으므로, 에니어그램은 이러한 전문교육을 받은 사람들에 의해 책임 있게 검사되고 해석되어야 한다. 윤운성(2001)이 개발한 9가지의 성격유형으로 81문항으로 된 전국 표준화검사이다(N=2500명). 5점척도로 이루어진 이 검사의 Cronbach =.90, 재검사신뢰도 =.89 , Riso(1996)와 공인타당도는 .82로 유형별 문항의 양호도가 높은 검사도구이다. (저작권등록: C-2004-005438 )

##### 한국형에니어그램 진로 및 학습유형검사(KEPTI-CLS)
한국형에니어그램 진로 및 학습유형검사지 (KEPTI-CLS)는 9 가지의 성격유형에 대해 81 문항으로 구성된 전국 표준화 검사이다. 본 검사의 Cronbach-α는 .879, 재검사 신뢰도는 .830로 매우 양호한 검사이다. 이 검사는 정확한 자기발견을 통하여 건강한 청소년의 정체감을 형성하는데 기여한다. 즉, 청소년들의 리더십스타일과 진로 및 자기주도학습에 대한 정확한 분석을 통하여 건강한 청소년 문화 형성을 도모할 수 있다. 한국문화에 적합한 진로 및 학습유형검사는 윤운성교수에 의해 표준화되었으며, 검사문항의 전문성 및 검사사용의 윤리성을 유지하기 위하여 사용자를 위한 전문교육이 제공되고 있다. (저작권등록: C-2012-012627호)

##### 한국형에니어그램 청소년용(KEPTI-J)
한국형에니어그램 청소년용검사지 (KEPTI-J)는 9 가지의 성격유형에 대해 81 문항으로 구성된 전국 표준화 검사이다. 본 검사의 Cronbach-α는 .879, 재검사 신뢰도는 .830로 매우 양호한 검사이다. 본 검사는 정확한 자기발견을 통하여 건강한 청소년의 정체감을 형성하는데 기여한다. 즉, 청소년들의 리더십스타일과 진로 및 자기주도학습에 대한 정확한 분석을 통하여 건강한 청소년 문화 형성을 도모할 수 있다. 한국문화에 적합한 청소년용은 윤운성교수에 의해 표준화되었으며, 검사문항의 전문성 및 검사사용의 윤리성을 유지하기 위하여 사용자를 위한 전문교육이 제공되고 있다. (저작권등록: C-2004-005438호)

##### 한국형에니어그램 아동용(KEPTI-C)
한국형에니어그램 아동용용검사지 (KEPTI-C)는 9 가지의 성격유형에 대해 81 문항으로 구성된 전국 표준화 검사이다. 본 검사의 Cronbach-α는 .879, 재검사 신뢰도는 .830로 매우 양호한 검사이다. 본 검사는 정확한 자기발견을 통하여 건강한 아동의 정체감을 형성하는데 기여한다. 청소년 검사 보다 더 쉬운 낱말과 어휘를 사용하여 아동이 검사시 어렵지 않게 할 수 있도록 더욱 유하게 수정했다. 그리고 아동용 프로파일 또한 알고 이해하기 쉽게 표기 했으며 선생님 또는 부모가 아이들을 지도시에 쉽게 확인 할 수 있다. 한국문화에 적합한 청소년용은 윤운성교수에 의해 표준화되었으며, 검사문항의 전문성 및 검사사용의 윤리성을 유지하기 위하여 사용자를 위한 전문교육이 제공되고 있다. (저작권등록: C-2013-014720호)

##### 한국형에니어그램성격 하위유형검사(Korean Enneagram Personality SubType Indicator: KEPSTI)
윤운성(2013)이 한국형에니어그램성격유형검사(KEPTI, 2001))를 근간으로 개발한 27가지의 성격유형이다. 최종 문항에 대한 신뢰도 α=0.76, 2주 간격의 재검사신뢰도는 .837(p<.001, N=45)로 양호하게 나타났다. 에니어그램의 기본유형과는 별개로 인간 모두에게 삶에 대한 생존 본능적인 동기가 있다. 이를 하위유형(생존본능)이라 하며, 생존본능의 근원은 신체의 장과 밀접한 관계를 가지고 있다. 생존 본능의 에너지는 우리의 9가지 유형의 열정과 결합되어 27가지 유형의 각각의 삶의 모습을 만들어 낸다. 건강한 성격은 하위유형(생존본능)에 대한 균형과 조화에 있다. 가장 먼저 우리가 우리의 선호된 하위유형을 찾음으로써 생존 기제를 이해하고 건강한 성격통합으로 갈 수 있다. (저작권등록 제C-2014-006181호)

##### 한국형에니어그램 간편성격유형검사 검사지(KESPTI-A: Korean Enneagram Simple Personality Type Indicator for adult)
한국형에니어그램 간편성격유형검사(KESPTI-A)은 9가지 의 성격유형에 대해 36문항으로 구성된 전국 표준화 검사이다. 본 검사는 우리나라의 문화적 특수성을 고려하여 엄격한 표준화 과정을 거쳐 개발된 한국형에니어그램을 성격유형검사(KEPTI)를 바탕으로 개발되었다.(저작권등록: C-2015-008886호)

##### 한국형에니어그램 간편성격유형검사 검사지 (아동청소년용)(KESPTI-Y: Korean Enneagram Simple Personality Type Indicator for Youth)
한국형에니어그램 간편성격유형검사-아동·청소년용(KESPTI-Y)은 9가지 의 성격유형에 대해 36문항으로 구성된 전국 표준화 검사이다. 본 검사는 우리나라의 문화적 특수성을 고려하여 엄격한 표준화 과정을 거쳐 개발된 한국형에니어그램을 성격유형검사(KEPTI)를 바탕으로 개발되었다.(저작권등록: C-2015-008887)

## 도형
에니어그램의 상징은 세 가지 도형이 합쳐진 형상으로 이루어져 있다.

### 원
원은 하나의 선으로 이루어진 도형으로, 조화와 통일성을 의미하며, 모든 것은 한 가지로 귀결된다는 1의 법칙을 내포한다. 9가지 성격유형은 하나로 통합됨을 상징적으로 표현하고 있다.

### 삼각형
9-6-3…으로 이어지는 삼각형은 3가지 힘이 균형을 이룰 때 가장 완벽해진다는 3의 법칙을 내포하며 이는 에니어그램의 삼분법을 의미한다. 3의 법칙으로써 이상적인 인간상에 다다를 수 있다는 것을 표현하고 있다.

### 헥사드(Hexad)
1-4-2-8-5-7…로 이어지는 이 도형은 헥사드라고 불린다. 헥사드는 방향성과 연속성을 의미하며, 9가지 성격유형이 항상 상호작용하고 변화한다는 것을 표현하고 있다.
헥사드는 우주가 7을 기준으로 순환한다는 7의 법칙(월화수목금토일, 도레미파솔라시, 원소 주기율표)을 내포한다. 또한 142857이라는 숫자는 1을 7로 나눈 순환소수 0.142857…과 대응하고 있어 원래 하나였던 것이 7가지로 분열되어 흐른다는 것을 나타내고 있다.

## 성격유형론
에니어그램은 9가지 기본 성격유형으로 구성되지만 에니어그램을 보는 시각에 따라 각 유형은 다양한 그룹으로 분류되며, 이 분류에 의하면 총 486가지의 세부적인 성격유형이 나타난다.

### 힘의 중심
힘의 중심은 에니어그램의 성격유형을 나누는 가장 기본적인 기준이다. 몸의 에너지가 어디를 중심으로 순환하는지에 따라 장(배) 중심, 가슴 중심, 머리 중심으로 나뉜다.
각 중심은 다시 3개의 유형으로 세분되어 9개의 기본유형을 이루게 된다. 학자에 따라서 힘의 중심은 3개의 자아라고 불리기도 한다.

##### 장 중심
본능과 습관 중추. 현재중심적이며 식도에서 항문에 이르는 하복부와 소화계에 무게중심이 있다.
대개 체격이 건장하고 투쟁적, 도전적인 인상을 준다. 주관심사는 환경에 대한 저항과 통제이며 그로 인해 독립성을 강하게 추구한다. 이들이 주로 느끼는 감정은 분노이다.
장 중심 유형(장형)은 다시 8, 9, 1번으로 나뉜다.

##### 가슴 중심
감정과 정서 중추. 과거중심적이며 심장을 비롯한 순환계에 무게중심이 있다.
둥글둥글한 체격을 가지고 있으며 부드럽고 매력적인 미소가 특징이다. 주관심사는 자아이미지와 인간관계이며 타인에게 인정과 사랑을 받기를 원한다. 이들이 주로 느끼는 감정은 수치심이다.
가슴 중심 유형(가슴형)은 다시 2, 3, 4번으로 나뉜다.

##### 머리 중심
사고와 논리 중추. 미래중심적이며 뇌와 신경계에 무게중심이 있다.
보통 허약하고 빈약한 인상을 주는 체격이 많다. 주관심사는 객관적 이치와 정보수집이며 안전을 추구한다. 이들이 주로 느끼는 감정은 두려움이다.
머리 중심 유형(머리형)은 다시 5, 6, 7번으로 나뉜다.

### 9가지 유형
에니어그램의 성격유형은 보통 이 9가지 유형을 일컫는다. 1에서 9까지의 숫자로 명명된 9가지의 유형은 3가지 힘의 중심에서 세분화된 에니어그램의 기본유형이다. 각 유형의 특징을 알기 쉽게 설명하기 위해 많은 학자들이 각자 다른 별칭을 붙이고 있으나 숫자로 부르는 것이 원칙이다. 각 숫자에 좋고 나쁜 가치가 부여되어 있지는 않다. 따라서 숫자가 크다고 좋거나, 작다고 나쁜 성격은 아니다.

##### 1번
이성적이고 완벽주의적인 유형이다. 이들은 스스로의 이상을 실현하기 위한 노력을 아끼지 않는다.
이들의 근본적인 두려움은 부도덕함과 결함이 있는 것에 대한 두려움이다. 이 때문에 완벽하고 올바른 것에 집착한다.
이들은 '완벽주의자', 혹은 '개혁가'라는 별칭을 가지고 있다.
1번 유형의 장점: 매사에 완벽하고 끝맺음이 정확하다. 공정하고 정직하다. 깔끔하다. 자제력이 있다. 믿음직하다.
1번 유형의 단점: 세부사항에 지나치게 집착한다. 지나치게 비판적이다. 인간관계를 별로 중요시하지 않는다.
독선적이고 강박적이다. 매우 완고하다. 사소한 일에 걱정이 많고, 흠잡기를 좋아한다.

##### 2번
매우 사교적이고 남을 도와주기 좋아하는 유형이다. 타인들에 대해 민감하고 예리하기
때문에 남들의 기분을 이해하고 잘 맞춰준다. 이들의 근본적인 두려움은 자신이 사랑받지
못하는 것에 대한 두려움이다. 자신이 사랑받기 위해서 남에게 베푸는 데 집착한다.
이들은 '조력가'라는 별칭을 가지고 있다.
2번 유형의 장점: 정이 많고 마음이 넓다. 친절하고 세심하다. 사람을 잘 돌본다.
눈치가 빠르다. 다른 사람의 기분을 잘 이해하고 칭찬해 준다.
2번 유형의 단점: 헌신의 뒷면에 대가를 바란다는 욕구가 있다. 남을 돌보느라 자신의
문제를 보지 못한다. 뭐든지 돌려서 표현한다. 타인을 조종하고 독점하려 한다.
감정이 너무 강해 논리적이지 못하다. 히스테리가 심하다.

##### 3번
성공과 유능함을 추구하며, 야망이 있고 역할이나 지위에 대해 주목받기를 원하는 유형이다.
또한 실용적이고 실적 중심적이다. 이들은 성공하기 위해서는 몸의 희생도 불사할 수 있으며,
가슴 중심 유형이지만 성공을 위해 감정을 내려놓기도 한다. 이들의 근본적인 두려움은
자신이 가치없는 사람이라는 것에 대한 두려움이다. 그래서 성공에 집착하게 된다. 이들은
'성취자', 혹은 '선동가'라는 별칭을 가지고 있다.
3번 유형의 장점: 유능하고 어디서나 주목받는다. 자신감이 많다. 판단력과 화술이 뛰어나다.
정열적이고 실용적이다.
3번 유형의 단점: 지나치게 성공에 집착한다. 겉치레를 중시하며 허영적인 모습을 보인다. 약간의 나르시시즘을 갖는다. 주변 인물을 등한시 하는 경향이 있다.

##### 4번
매우 개인주의적이며 독특함과 유일무이함을 원하는 유형이다. 특별해지고 싶어하여 에니어그램의 어느 유형에 (자신을 축소시켜) 속하기를 가장 거부하는 유형이다.
감정이입에 능하기에 타인의 정서를 읽거나 공감하는데에도 능하지만 자신의 정체성을 찾는것에 더욱더 큰 에너지가 향한다. 평범하고 보통인것을 거부하고 자신이 가지지 않은것에 대해 갈망하고 시기한다. 이들의 근본적인 두려움은 자기 존재감을 잃는것에 대한 두려움이다. 스스로의 자아 정체감을 강화하기 위해 스스로를 타인과 차별화시켜려 한다. 이들은 '예술가', 혹은 '개인주의자'라는 별칭을 가지고 있다. 수줍음이 많고, 감동적인 것을 추구한다.
4번 유형의 장점: 섬세하고 서정적이며, 정서적인 면에서의 통찰력이 뛰어나다. 자기성찰이 뛰어나다. 독창적이고 개성이 뚜렷하다. 예술적 재능이 있다. 감수성이 풍부하다.
4번 유형의 단점: 사소한 일에도 쉽게 상처받고 우울해진다. 자의식과 수치심이 지나치게 심하다. 지나치게 내성적이다. 쉽게 고민에 빠진다. 질투심이 심하다. 감정의 기복이 심하다. 자신에게 지나치게 몰입해서 다른 사람에게 무심하다. 원한의 뒤끝이 길다.

##### 5번
분석력과 통찰력이 있고 지식을 탐구하는 것을 좋아하는 유형이다. 객관적이고 관찰력이 뛰어나다.
말수가 적고 조심스러운 행동을 보이기도 한다. 혼자 있는 것을 즐기며, 혼자만의 시간과 공간을
중요시한다. 그래서 사생활에 대해 경계심이 강하다. 이들의 근본적인 두려움은 자신이 무능한
사람이라는 것에 대한 두려움이다. 유능한 사람이 되기 위해 지식과 정보수집에 집착한다.
이들은 '사색가', 혹은 '관찰자'라는 별칭을 가지고 있다.
5번 유형의 장점: 분석적이고 객관적이다. 현명하다. 끈기가 있다. 통찰력과 자제력이 뛰어나다.
지적이고 사려깊다. 지식이 풍부하다.
5번 유형의 단점: 오만하고 고집이 세다. 지식을 나누기를 아까워한다. 흠잡기를 좋아한다.
지나치게 내성적이고 소극적이다. 참여하지도 않은 일에 대해 한걸음 물러서서 판단만 한다.
행동하기 전에 항상 생각하지만 생각을 너무 하느라 막상 행동하지 못할 때가 많다.

##### 6번
폐쇄적이고 겁이 많으며, 짜여진 지침과 틀에 잘 적응하는 유형이다. 책임감이
강하고 안전을 추구하며, 전통이나 단체, 혹은 친구에게 특히 충실하다. 협동심이
강하고 주위로부터 믿음직하다는 이야기를 많이 듣는다. 이들의 근본적인 두려움은
다른 사람의 도움을 받지 못하는 것에 대한 두려움이다. 따라서 자신을 옳은 방향
으로 가이드해 줄 사람에게는 남다른 충성심을 보인다. 이들은 '충성가'라는 별칭을 가지고 있다.
6번 유형의 장점: 규범과 규칙에 충실하다. 공동체의식이 강하다. 주변과
조화롭게 지낸다. 정이 많고 다른 사람을 잘 돌본다. 책임감이 있다. 상대방에게 호감을 준다.
6번 유형의 단점: 지나치게 신중하다. 피해망상적이다. 자기방어가 심하다.
사고에 융통성이 없다. 화를 잘 낸다. 안전하고 확실한 것이 아니면 절대 하지 않는다.
자신감과 주체성이 없이 남이 시키는 대로만 하려고 한다. 우유부단하다. 지나치게
보수적이다. 자립심이 부족하다.

##### 7번
낙천적이고 명랑하고 아이디어가 넘치는 유형이다. 자기도취적인 면이 다소 있으며
언제나 쾌락과 재미를 추구한다. 무언가에 도전하기를 좋아해서 남다른 재능이 많다.
아이디어가 많지만 그 아이디어의 질을 생각하지 않는다. 이들의 근본적인 두려움은
고통받는 것에 대한 두려움이다. 자신이 고통받지 않고 불행해지지 않기 위해 어떤
일에서든 즐거움을 찾으려고 노력한다. 이들은 '낙천가', 혹은 '만능가'라는 별칭을 가지고 있다.
7번 유형의 장점: 항상 남들을 즐겁게 해 준다. 자신감과 자주성이 강하다.
상상력과 호기심이 많다. 건설적이고 변화를 추구한다. 다재다능하다.불안을 웃음과 즐거움으로 해소한다고 한다.
7번 유형의 단점: 지나치게 자기도취적이고 충동적이다. 한가지에 오래 집중하지 못한다.
낙관주의가 과장되어 있다. 깊은 인간관계를 회피하는 경향이 있다. 쉽게 열광적인
상태에 빠진다. 고통에 대한 공포가 지나치게 심하다.

##### 8번
리더십이 강하고 권력과 승리를 추구하는 유형이다. 이들은 자신이 옳다고 생각하는
것에 대해서는 모든 것을 걸고 싸울 준비가 되어 있다. 나는 강하고 힘이 넘친다는
자아이미지를 가지고 있어 자신의 힘을 발휘할 수 있는 위치에 올라가려고 노력한다.
이들의 근본적인 두려움은 통제당하는 것에 대한 두려움이다. 통제당하지 않기
위해 거꾸로 남을 통제하는 데 집착한다. 이들은 '지도자'라는 별칭을 가지고 있다.
8번 유형의 장점: 단도직입적이고 단호하다. 권위있다. 자신감이 넘치고 성실하다.
게으름을 피우지 않는다. 상대방에게 안정감을 준다. 남다른 행동력이 있다.
8번 유형의 단점: 남을 조종하려 한다. 지나치게 반항적이고 오만하다. 고집이 세다.
자신이 원하는 것만을 중요하게 생각한다. 자신만의 정의를 너무 추구한다. 자신의
행동을 부끄러워하지 않는다. 자신의 약점과 한계를 인정하지 않는다. 파괴적이고
독재적이다. 자신의 몸만을 지키려 하기 때문에 동료를 쉽게 버린다.

##### 9번
안정과 평화를 추구하고 넓은 포용력을 가진 유형이다. 갈등이나 긴장을 피하는 사람들이며 주위 사람들의 영향을 쉽게 받는다. 편견이 없고 냉정하게 생각하기 때문에 다른 사람의 고민을 잘 들어주기도 한다. 어떤 상황이 와도 불만을 표출하지 않으며 언제나 만족감에 차 있다. 이들의 근본적인 두려움은 혼자 남겨지는 것에 대한 두려움이다. 친구와 동료를 잃지 않기 위해 평화로운 것에 집착한다. 이들은 '조정자', 혹은 '평화주의자'라는 별칭을 가지고 있다.
9번 유형의 장점: 붙임성이 있고 온순하다. 인내심이 강하다. 포용력이 많다. 편견이 없다. 타인의 입장에서 생각한다.
9번 유형의 단점: 현실적인 대처능력이 부족하다. 자신에게 무관심하다. 강박관념이 심하다. 둔감하고 수동적이다. 타인에게 지나치게 쉽게 동일시한다. 자신의 의견을 표현하지 못한다. 자아존중감이 낮다. 게으르고 나태하다

### 날개
날개는 기본유형 이외에 부수적으로 갖는 두 번째의 유형이다. 기존에는 원상에서 기본 유형의 양쪽에 인접하는 두 개의 유형을 날개라고 하였으나, 현대 에니어그램에서는 양쪽 날개를 균형있게 사용하는 사람은 거의 없다고 보고 있으며, 두 개의 날개 중 더 강하게 나타나는 쪽만을 날개라고 부른다. 성격의 전반적인 부분을 형성하는 것은 기본유형이지만 거기에 날개의 특성이 합쳐져서 전체적인 성격이 형성된다. 같은 유형이라도 어느 쪽 날개를 사용하느냐에 따라 그 사람이 주는 인상은 상당부분 다를 수 있다.
예를 들면 기본 유형이 6번인 사람은 5번과 7번 중 하나를, 기본 유형이 1번인 사람은 9번과 2번 중 하나를 날개로 취하게 되며, 날개의 개념을 합치면 총 18가지 유형으로 구분된다. 기본유형과 날개를 표기할 때는 '기본유형w날개'로 표기한다. 즉 기본유형이 1번이고 날개가 2번인 경우 1w2로 표기한다.

#### 각 유형별 날개의 별칭
| 1w9: 이상주의자     | 1w2: 사회운동가 |
| 2w1: 봉사자         | 2w3: 안주인     |
| 3w2: 매력적인 사람  | 3w4: 전문가     |
| 4w3: 귀족           | 4w5: 보헤미안   |
| 5w4: 인습타파주의자 | 5w6: 해결사     |
| 6w5: 방어자         | 6w7: 친구       |
| 7w6: 엔터테이너     | 7w8: 현실주의자 |
| 8w7: 독립자         | 8w9: 곰         |
| 9w8: 중재자         | 9w1: 몽상가     |

### 분열과 통합
에니어그램에서는 정신적으로 쇠약해진 상태를 분열, 건강해진 상태를 통합이라고 한다. 에니어그램의 각 유형에 연결된 삼각형과 헥사드는 분열과 통합의 방향대로 이어져 있다. 분열의 방향은 1-4-2-8-5-7-1 / 9-6-3-9이고 통합의 방향은 그 반대이다. 이 순서에서 기본유형을 기준으로 양쪽에 있는 유형 중 더 강한 유형의 방향을 살피면 자신의 분열과 통합 상태를 알 수 있다.
예를 들어 기본유형이 1번이라면 4번과 7번 중 더 강한 것이 무엇인지 보면 된다. 만약 4번이 7번보다 더 강하다면 분열의 방향이고, 반대로 7번이 4번보다 더 강하다면 통합의 방향이다. 1번 유형이 4번 방향으로 분열할 때는 4번 유형의 단점을 닮게 되고, 7번 방향으로 통합할 때는 7번의 장점을 닮게 된다.
분열과 통합은 건강과 불건강의 방향을 나타내는 것뿐으로 유형의 분류에는 포함되지 않는다.

### 하위유형(생존본능)
에니어그램의 각 유형은 어떤 때 위협을 느끼고 어떻게 생존하려 하는지, 즉 어떤 본능을 가장 많이 사용하는지에 따라 다시 다음의 3가지로 나뉜다. 같은 날개를 가진 같은 유형이라도 하위유형에 따라 인상이 달라진다.

##### 자기보존 본능 (Self-Preservation subtypes: SP)
내 몸이 곧 나(I am my body). 안전의 욕구가 강하고 매일매일의 생존에 가장 관심이 있다. 가장 중요시하는 것은 '나'이다. 살아남기 위해 언제나 자기 자신을 최우선으로 생각한다. 이들은 방어적이고 조심스럽고 개인주의적이다. 예측하지 못한 재난에 대처할 수 있도록 항상 만반의 준비를 갖춘다.

##### 성적 본능 (Sexual subtypes: SX)
일대일의 친밀감이 곧 나(I am my intimate relationship). 사랑의 욕구가 강하고 사적인 일대일관계에 가장 관심이 있다. 가장 중요시하는 것은 '너'이다. 살아남기 위해 일대 다수로서가 아닌 일대일의 관계를 쌓는다. 이들은 경쟁적이고 집중력이 강하다. 자신에게 쾌락과 자극을 주는 소수의 동반자를 원한다. 이 '동반자'에는 사람, 사물, 일거리 모두 포함된다.

##### 사회적 본능 (Social subtypes: SO)
집단이 곧 나(I am my group). 소속감의 욕구가 강하고 단체와 지역관계에 가장 관심이 있다. 가장 중요시하는 것은 '우리'이다. 살아남기 위해 어딘가에 소속하려 한다. 이들은 다수의 사람들과 함께 있는 것을 좋아한다.

### 발달 수준
에니어그램의 각 유형이 주로 하는 행동의 건강과 불건강의 수준을 발달수준이라고 한다. 자신의 유형을 어떤 행동에서 주로 보게 되는지 살펴보면 발달수준을 알 수 있다.
발달수준은 크게 건강한 범위, 평균 범위, 불건강한 범위로 나뉘고, 각 범위는 각각 3수준씩을 가지고 있어 발달단계는 총 9단계가 된다. 건강한 범위(1~3수준)는 각 유형의 장점들을 나타낸다. 평균 범위(4~6수준)는 각 유형의 평균적인 행동들을 나타낸다. 불건강한 범위(7~9수준)는 각 유형의 단점과 기능적 장애를 나타낸다.

## 비판
에니어그램은 과학적 근거가 없다는 비판을 받고 있다. 숫자들에 특별한 의미를 부여하는 것은 단순한 미신이라는 비판이 있다. 에니어그램의 성격검사 결과가 들어맞는 것처럼 보이는 것은 포러 효과로 설명이 된다.